# Chojane-Piecki
Chojane-Piecki – wieś w Polsce położona w województwie podlaskim, w powiecie wysokomazowieckim, w gminie Kulesze Kościelne.
Zaścianek szlachecki Piecki należący do okolicy zaściankowej Chojane położony był w drugiej połowie XVII wieku w powiecie brańskim ziemi bielskiej województwa podlaskiego. W latach 1975–1998 miejscowość administracyjnie należała do województwa łomżyńskiego.
Wierni kościoła rzymskokatolickiego należą do parafii św. Bartłomieja Apostoła w Kuleszach Kościelnych.

## Historia
Dokument popisu pospolitego ruszenia z 1528 r. wymienia wieś Bukowe zemiane Pecowskii Choienka. W tym czasie mieszkało tu czterech rycerzy, którzy wspólnie wystawili jednego jeźdźca. Nazwa wsi pochodzi od przezwiska Piecek pochodzącego od imienia Piotr.
W 1580 roku mieszkali tu: Marcin, syna Michała Chojeńskiego (5 włók) oraz Więcław Kulesza, który dzierżawił ziemię od Matiasa Zolnego (1 włóka).
W roku 1827 w Chojanech-Pieckach było 20 domów i 109 mieszkańców.
„Słownik geograficzny Królestwa Polskiego” pod koniec XIX w. pisze: Chojane (lub Chojany), okolica szlachecka, powiat mazowiecki, gmina Chojany, parafia Kulesze. Wymienia Chojane: Bąki, Gorczany, Pawłowięta, Piecki (Piecuchy), Sierocięta, Stankowięta. Informuje, że dawniej istniały Chojane Bozuty i Górki.
W 1891 w miejscowości 17 drobnoszlacheckich gospodarzy uprawiających 87 ha ziemi. Średnie gospodarstwo miało obszar ponad 5 ha.
W 1921 roku we wsi 12 domów i 75 mieszkańców.

## Obiektyzabytkowe(według stanu z 1985 r.)
- dom drewniany z początku XX w.